# José Foralosso
Dom Giuseppe "José" Foralosso SDB (Cervarese Santa Croce, 15 de março de 1938 — Marabá, 22 de agosto de 2012) foi um religioso salesiano e bispo católico italiano residente no Brasil. Foi bispo diocesano de Guiratinga e de Marabá.  Atualmente era bispo emérito de Marabá. Faleceu aos 22 de agosto de 2012 no Hospital Regional de Marabá onde estava internado em coma há mais de dois meses quando fora acometido de um AVC enquanto celebrava a Eucaristia.

## Formação
Estudou filosofia em Bréscia e teologia na Pontifícia Universidade Salesiana em Roma. É mestre em teologia dogmática e doutor em teologia moral. Foi ordenado presbítero em dezembro de 1966.

## Episcopado
Em novembro de 1991 foi nomeado bispo da diocese de Guiratinga, no estado brasileiro do Mato Grosso e recebeu a ordenação episcopal no dia 15 de fevereiro do ano seguinte. Seu lema episcopal é Para que tenham vida.
Permaneceu nessa diocese até janeiro de 2000, quando foi nomeado bispo de Marabá, no estado do Pará. Seu pedido de renúncia foi aceito em 25 de abril de 2012, quando tornou-se bispo-emérito daquela diocese.. Faleceu em 22 de Agosto de 2012 por volta das 14 horas no Hospital Regional em Marabá, Pará.